# Wilhelm Daniel Joseph Koch
Pour les articles homonymes, voir Koch.
Wilhelm Daniel Joseph Koch, né le 5 mars 1771 à Kusel en Palatinat-Deux-Ponts et mort le 14 novembre 1849 à Erlangen, est un botaniste bavarois.

## Biographie
Il étudie la médecine à Iéna et à Marbourg. Il devient professeur de botanique et de médecine à l'université d'Erlangen en 1824, où il demeura jusqu'à sa mort, et fut directeur de son jardin botanique. En 1833, il est élu membre étranger de l'Académie royale des sciences de Suède.
Il fait paraître de 1835 à 1837 Synopsis florae germanicae et helveticae.

## Œuvres
- Plantarum palatinae flores Catalogus, 1814.
- (lat) De Salicibus Europaeis commentatio, 1828. Google livres.
- (lat) Synopsis florae germanicae et helveticae, 1837. Biodiversity Heritage Library.
- (de) Taschenbuch der deutschen und Schweizer Flora: Enth. d. genauer bekannten, 1856. Google livres.